# Antonio Provana di Collegno
Antonio Provana di Collegno (Torino, ... – ...; fl. XVII secolo) fu un nobile piemontese, aiutante di campo, scudiere e gentiluomo di camera di Vittorio Amedeo II, sindaco di Torino nel 1689.

## Biografia
Nacque a Torino dal conte Carlo e da Paolina Antonietta dei conti Orsini Rivalta d'Orbassano.
Studiò filosofia al collegio dei Gesuiti di Parigi e giurisprudenza a Orléans.
Fu sindaco di Torino, aiutante di campo, scudiere e poi gentiluomo di camera del duca Vittorio Amedeo di Savoia.
Ebbe tre mogli:
- Laura Margherita dei conti di San Giorgio
- Teresa Provana di Leinì, contessa di Valfenera,
- Eleonora Villa di Volpiano

La terza moglie ebbe tre figli, tra i quali Giuseppe Ignazio, che sarà sindaco di Torino nel 1730.
Grazie alla donazione del terreno da parte della Duchessa Cristina di Francia, moglie di Vittorio Amedeo I di Savoia, che voleva attuare un programma di espansione e abbellimento della città, costruì il Palazzo Provana in Via Santa Teresa 20 su progetto dell'architetto Guarino Guarini . 
Nel castello di Collegno il conte Antonio fece realizzare la Cappella dedicata all’Immacolata Concezione.